# Leo Stern
Leo Stern (Brighton, Anglaterra, 5 d'abril de 1862 – Londres, 10 de setembre de 1904) fou un violoncel·lista anglès.
Fou deixeble de Piatti, Klengel i Davídov. actuà en extenses gires amb Sauret i Paderewski. Dvořák va escriure per a ell, el seu concert per a violoncel. El 1898 es casà amb la soprano estatunidenca Suzanne Adams (1873-1953).